# 假梯牧草
假梯牧草（学名：Phleum phleoides）是一种多年生禾本科植物，原产于欧洲大部分地方、北非和亚洲的温带地方。茎直立，高10至70厘米；叶片长5至12厘米，宽1至3.5毫米。